# 藤原実家
藤原 実家（ふじわら の さねいえ）は、平安時代後期から鎌倉時代初期にかけての公卿・歌人。藤原北家閑院流徳大寺家、右大臣・徳大寺公能の次男。官位は正二位・大納言。藤原俊成は母方の伯父にあたる。

## 経歴
久安3年（1147年）に叙爵し、保元元年（1156年）に侍従・左少将・中宮権亮に任じられ、翌年に従五位上に進む。平治2年（1160年）に従四位下左中将に任じられる。仁安元年（1166年）に蔵人頭を兼ねるが同年に解官され、翌年に復職する。仁安3年（1168年）2月17日、従三位に叙される。承安元年（1171年）に正三位に進み、承安4年（1174年）、参議に就任。治承3年（1179年）には権中納言に進み、中宮権大夫を兼ね、更に治承三年の政変により右衛門督を兼ねる。養和元年（1181年）に検非違使別当を兼ねて中宮権大夫を辞し、寿永元年（1182年）に従二位に進む。寿永2年（1183年）に左衛門督に転じる。寿永3年（1184年)、正二位に昇って検非違使別当を辞する。文治2年（1186年）、権大納言。建久元年（1190年）、大納言に転ず。建久4年（1193年）3月16日、痔疾により49歳で薨去。
和歌に秀で、『千載和歌集』などの勅撰和歌集に採録され、自撰家集に『実家集』（実家卿集とも）がある。また、『今鏡』によれば和琴の名手として知られ、今様・神楽歌にも優れていたという。更に、慈円と親しかったことが知られ（『拾玉集』）、道因とも親交が篤かった（『実家集』には道因とのやりとりの歌を多数採録する）。一方で、西行は実家を歌人・文人としては評価していたが、人物としては世俗的として評価しておらずこれを避けていたという（『古今著聞集』）。

## 系譜
- 父：徳大寺公能
- 母：藤原豪子（藤原俊忠の娘）
- 妻：藤原憲方の娘（?-1185）
  - 長男：藤原公国（1163-1218）
  - 次男：藤原公明（?-1218）
- 妻：藤原朝方の娘
- 生母不明の子女
  - 男子：公仙
  - 男子：公仁
  - 女子：

## 関連作品
テレビドラマ
- 『新・平家物語』（1972年、NHK大河ドラマ、演：湯浅実）